# Dracaenura prosthenialis
Dracaenura prosthenialis là một loài bướm đêm trong họ Crambidae.